# Нільс-Оке Санделл
Нільс-Оке Санделл (швед. Nils-Åke Sandell, нар. 5 лютого 1927, Лунд — пом. 29 травня 1992, Мальме) — колишній шведський футболіст і тренер.

## Клубна кар'єра
Свою ігрову кар'єру Санделл розпочав у своєму рідному місті Лунд, в однойменному клубі «Лунд». Після короткого періоду в «ІФК Мальме» він повернувся до «Лунда», а в сезоні 1952 року перейшов до «Мальме».
Провівши 4 роки в «Мальме», Санделл підписав контракт з італійським СПАЛом. Після дворічного періоду в Італії Санделл повернувся в «Мальме», у складі якого провів сезон 1958 року, після чого завершив кар'єру.

## Міжнародна кар'єра
Був у складі збірної Швеції на футбольному турнірі на літніх Олімпійських іграх 1952 року, але не зіграв жодного матчу на турнірі.
Всього за збірну Швеції провів 20 матчів, в яких забив 20 голів.

## Тренерська кар'єра
Після повернення з Італії та кількох ігор у сезоні 1958 року Санделла запросили стати головним тренером «Мальме». Він керував клубом з 1959 по 1963 рік, не вигравши жодного титула.
Кар'єра Санделла продовжилася в регіональних клубах Сконе і завершилася в «ІФК Мальме», який за керівництва Нільса-Оке майже зумів підняти до елітного шведського дивізіону в 1980 році.

## Досягнення
- Чемпіон Швеції (1): 1952/53
- Володар Кубку Швеції (1): 1953
- Бронзовий олімпійський призер: 1952